# Gary Weeks
Gary Weeks (* 4. Juni 1972 in Wiesbaden, Deutschland als Edson Gary Weeks) ist ein US-amerikanischer Produzent, Autor, Regisseur, Sänger und Schauspieler.

## Leben und Schaffen
Weeks wurde auf einer US Air Force Base in Wiesbaden geboren. Im Alter von einem Jahr kam er mit seinen Eltern zurück in die USA und wuchs in Morris, Georgia auf. Bereits als Kind schrieb und zeichnete er Geschichten. Als er 1985 im Alter von 13 Jahren eine VHS-Kamera bekam, begann er Kurzfilme zu machen und entdeckte seine Liebe sowohl vor als auch hinter der Kamera zu stehen. Zudem war er sportlich sehr aktiv und wurde sowohl All-State-Football-Spieler, zweifacher State-Basketball-Champion und war College-Baseball-Spieler. Seine Mannschaftskameraden zeichneten Weeks nach seinem College-Abschluss mit dem „The Friendship Cup“ aus. Er studierte Schauspiel an der University of Georgia und der Georgia State University Film School. Im Jahr 1999 ging er dann nach Los Angeles, um seine Schauspielkarriere zu starten.
2006 setzte er sein erstes Filmprojekt mit der Komödie 29 Reasons to Run in die Tat um. Bei dem Film mit Philip Boyd und Michael Ensign bei dem Weeks als Produzent, Darsteller und Drehbuchautor fungierte, führte Damon O'Stehen Regie. Zwei Titel des Soundtracks zum Film stammen ebenfalls aus seiner Feder. Der Film gewann beim Park City Film Music Festival die Gold Medal for Excellence sowie den Southern Fried Flicks Film Festival Preis. Ebenfalls 2006, für den Film After Midnight: Life Behind Bars mit Erin Cummings und Cullen Douglas, arbeitete er als Co-Produzent und Schauspieler. Im Jahr 2009 war er als Drehbuchautor und Schauspieler an Clones Gone Wild und Deadland (erneute Zusammenarbeit mit dem Darsteller Philip Boyd).
Insgesamt werden Weeks mehr als 130 Film-, Fernseh- und Werbefunktionen zugeschrieben. Zu sehen ist er unter anderem in der Serie Outer Banks (2020) als Luke, in den Filmen Grönland (2020) als Ed Pruitt und Plötzlich Familie (2018) als Dirk. Zu seinen bekanntesten TV-Charakteren gehört die des Campbell in Burn Notice aus dem Jahr 2007.
Weeks schrieb unzählige Drehbücher, welche er häufig produzierte und dessen Regie er führte. Mehr als 50 Preise erhielten seine Filme, wie 29 Reasons to Run von 2006, Deadland von 2009 und Meth Head aus 2013.

## Privates
Weeks ist verheiratet. Er und seine Frau Jessica sind Eltern von zwei Söhnen. Er hat eine Schwester Sherri Toney und einen Bruder Tony. Sein Bruder ist Tontechniker, der unter anderem am Soundtrack zum Film 29 Reasons to Run als Sänger und Songwriter beteiligt war.

## Filmografie (Auswahl)

### Als Schauspieler
- 2010: Elena Undone[6]
- 2017: Spider-Man: Homecoming
- seit 2020: Outer Banks (Fernsehserie)
- 2020: Greenland
- 2021: Spider-Man: No Way Home
- seit 2020: Süße Magnolien (Sweet Magnolias, Fernsehserie)

### Als Produzent, Regisseur
- 2006: 29 Reasons to Run (Produzent, Drehbuch, Teile des Soundtracks und Darsteller)
- 2006: After Midnight: Life Behind Bars (Co-Produzent und Darsteller)
- 2009: Clones Gone Wild (Drehbuch und Darsteller)
- 2009: Deadland (Drehbuch und Darsteller)

## Diskografie (Auswahl)
- Plop, Plop (Soundtrack zu 29 Reasons to Run) als Sänger
- Hymn-En-Em Rap (Soundtrack zu 29 Reasons to Run) als Sänger und Songwriter[7]

## Trivia
Weeks und sein Schriftsteller-Kollege Chad Mathews gründeten mit dem Hill Country Film Festival ein eigenes Filmfestival.